# Joseph Magdelaine Martin
 (novembre 2023).
Pour les articles homonymes, voir Joseph Martin et Martin.
Joseph Magdelaine Martin, né le 6 janvier 1753 à Saint-Béat (Haute-Garonne), mort le 29 septembre 1815 à Toulouse (Haute-Garonne), est un général et homme politique français de la Révolution et de l’Empire.

## États de service
Négociant à Toulouse, il entre en service le 1er août 1791, comme volontaire au 3e bataillon de la Haute-Garonne, il passe capitaine le 21 janvier 1792, et lieutenant-colonel en second de son bataillon le 12 février suivant. Affecté à l'armée du Midi, il devient lieutenant-colonel en chef le 1er décembre de la même année. Muté à l'armée des Alpes, puis à l'armée d'Italie, il s'empare le 13 septembre 1793, du poste de Gilette, avant de servir au siège de Toulon.
Il est promu général de brigade provisoire le 20 décembre 1793, et en 1794, il rejoint l’armée des Pyrénées orientales sous Perignon. Il se trouve à la 2e bataille du Boulou, à la bataille de la Montagne Noire du 17 au 20 novembre 1794, au siège de Roses du 28 novembre 1794 au 4 février 1795, commande à Val d'Aran à la place de Sol-Beauclair en février 1795. Rappelé au quartier général le 19 juin 1795, il est confirmé dans son grade par le Comité de salut public le 13 juin 1795. Le 17 juillet 1795, il est envoyé à la division Cerdagne puis le 24 juillet, à la division Charlet. Il est fait prisonnier de guerre le 27 juillet 1795, à Puigcerdà. 
De retour en France, il prend le commandement du département des Pyrénées-Orientales en l'absence du général Sol-Beauclair de septembre 1795 à mars 1796, puis il commande le département de la Lozère d'avril 1796 à avril 1797. Il est élu député de la Haute-Garonne au Conseil des Cinq-Cents le 14 avril 1797, et il en sort le 9 novembre 1799. En février 1801, il est employé dans la 10e division militaire, et il est réformé le 4 mars suivant. Il est nommé préfet des Pyrénées-Orientales le 20 juin de la même année, et il est fait chevalier de la Légion d’honneur le 14 juin 1804. Il est admis à la retraite le 6 juin 1811. Il est destitué de son mandat de préfet par Napoléon le 12 mars 1813.
Il meurt le 29 septembre 1815, à Toulouse.

## Sources
- (en) « Generals Who Served in the French Army during the Period 1789 - 1814: Eberle to Exelmans »
- Thierry Pouliquen, « Les généraux français et étrangers ayant servis [sic] dans la Grande Armée » (consulté le 24 mai 2014)
- Étienne Charavay, Correspondance général de Carnot, tome 4, imprimerie Nationale, 1907, p. 220
- sur Assemblée nationale|Joseph Magdelaine Martin
- Etienne-Léon Baron de Lamothe-Langon, Biographie des préfets, depuis l'organisation des préfectures, 3 mars 1800, jusqu'à ce jour, Les marchands de nouveautés, 1826, 438 p. (lire en ligne), p. 313.
- (pl) « Napoléon.org.pl »
- Georges Six, Dictionnaire biographique des généraux & amiraux français de la Révolution et de l'Empire (1792-1814), Paris : Librairie G. Saffroy, 1934, 2 vol., p. 161-162